# 음식점

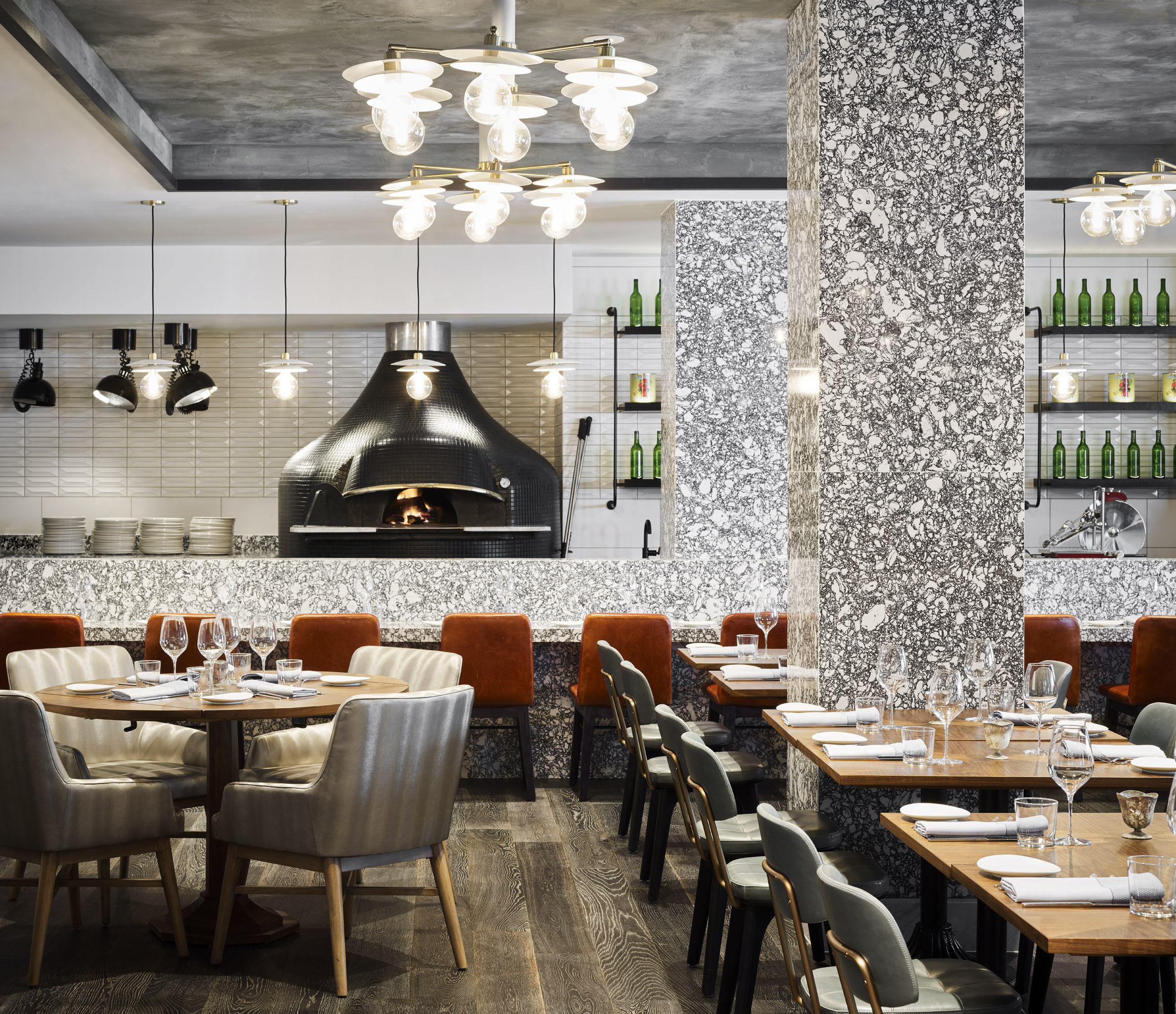
미국 워싱턴 D.C. 소피아 경유

음식점(飮食店, 문화어: 밥공장)은 음식을 손님에게 제공하는 가게이다. 식당(食堂), 레스토랑(restaurant), 요리점(料理店), 요릿집 등이라고도 한다. 식사는 일반적으로 구내에서 제공되고 먹지만 많은 음식점에서 테이크아웃 및 음식 배달 서비스도 제공한다. 음식점은 저렴한 패스트푸드 레스토랑과 카페테리아부터 중가 패밀리 레스토랑, 고가의 고급 시설에 이르기까지 다양한 요리와 서비스 모델을 포함하여 외관과 제공 형태가 매우 다양하다.

## 용어
음식점의 영단어 레스토랑(restaurant)은 19세기 초에 유래했으며 프랑스어 단어 restaurer 'provide for'에서 문자 그대로 '이전 상태로 복원'이라는 동사의 현재 분사인 레스토랑이라는 용어는 1507년에 "회복 음료", 그리고 1521년의 서신에서 '힘을 회복시키는 것, 강화 식품 또는 치료제'를 의미한다.

## 역사
레스토랑과 유사한 대중 음식점은 기원전 512년 고대 이집트의 기록에 언급되어 있다. 한 접시, 시리얼 한 접시, 야생 닭, 양파만을 제공했다.
현대식 레스토랑의 선구자는 바로 먹을 수 있는 음식과 음료를 판매하고 제공했던 고대 그리스와 고대 로마의 시설인 써모폴리움이다. 이 시설은 기능면에서 현대 패스트 푸드 레스토랑과 다소 유사했다. 그들은 개인 부엌이 부족한 사람들이 가장 자주 방문했다. 로마 제국에서 그들은 섬 주민들 사이에서 인기가 있었다.
폼페이에서는 서비스 카운터가 있는 158개의 서모폴리아가 도시 전역에서 확인되었다. 그들은 마을의 주축과 지역 주민들이 자주 찾는 공공 장소를 따라 집중되었다.
로마인들은 또한 다양한 와인 외에도 올리브, 빵, 치즈, 스튜, 소시지, 죽과 같은 간단한 음식을 제한적으로 제공하는 와인 바인 포피나(popina)를 가졌다. 포피나는 로마 사회의 하층 계급의 평민들이 사교하는 장소로 알려져 있다. 일부는 서 있는 방에만 국한되어 있었지만 다른 일부는 테이블과 스툴이 있었고 일부는 소파도 있었다.
레스토랑의 또 다른 초기 선구자는 여관이었다. 고대 세계 전역에서 여관은 도시 사이를 여행하는 사람들에게 숙소와 음식을 제공하기 위해 길가에 세워졌다. 식사는 일반적으로 일반 테이블에서 손님에게 제공되었다. 그러나 선택할 수 있는 메뉴나 옵션이 없었다.
아르타샤스트라(Arthashastra)는 고대 인도에서 준비된 음식을 판매했던 시설을 언급한다. 한 규정에 따르면 "밥, 술, 고기를 장사하는 자"는 도시의 남쪽에 거주해야 한다. 또 다른 곳에서는 창고 관리인이 "밥과 떡을 준비하는 사람"에게 남은 밀기울과 밀가루를 줄 수 있다고 명시하고 있으며, 시 관리와 관련된 규정에는 "삶은 고기와 밥을 판매하는 사람"이 언급되어 있다.
현대적인 의미에서 레스토랑으로 인식할 수 있는 초기 식당은 11세기와 12세기 중국 송나라에서 나타났다. 카이펑, 항저우와 같은 대도시에서는 요식업소가 도시를 오가는 상인들을 위해 음식을 제공했다. 여행자들을 위한 찻집과 선술집에서 성장한 카이펑의 레스토랑은 현지인뿐만 아니라 중국의 다른 지역 사람들을 위한 산업으로 꽃을 피웠던 것으로 추정한다. 여행하는 상인들은 다른 도시의 향토 요리에 익숙하지 않았기 때문에 중국의 다른 지역 상인들에게 친숙한 음식을 제공하기 위해 설립되었다. 이러한 시설은 호텔, 바, 매춘 업소와 함께 주요 도시의 유흥 지역에 위치했다. 더 크고 호화로운 이러한 시설은 현대식 레스토랑 문화와 유사한 식사 경험을 제공했다. 1126년 중국 필사본에 따르면, 그러한 시설 중 한 곳의 고객은 음식 옵션을 대표하는 미리 플레이팅된 시연 요리를 선택하여 맞이했다. 고객은 웨이터 팀이 주문을 받은 다음 주방에서 주문을 노래로 부르고 주문한 정확한 순서대로 요리를 분배했다.

## 현대적인 형태
파리에서 '레스토랑'이라는 단어를 사용하는 최초의 현대식 음식점은 건강과 활력을 회복한다고 알려진 고기와 계란으로 만든 국물인 부용을 제공하는 식당이었다. 이런 종류의 첫 번째 레스토랑은 1765년 또는 1766년에 마튀랭 로즈 드 샹투와조(Mathurin Roze de Chantoiseau)에 의해 현재 루브르 거리(Rue de Louvre)의 한 지역(rue des Poulis)에 문을 열었다. 소유자의 이름이 불랑제(Boulanger)로 표시되는 경우도 있다. 이전 식당과는 달리 우아하게 장식되어 있었고 고기 국물 외에도 마카로니를 포함한 여러 가지 "보양식" 요리 메뉴를 제공했다. 샹투와조(Chantoiseau)와 다른 요리사는 "traiteurs-restaurateurs"라는 칭호를 얻었다. 음식이나 수프까지 주문할 수 있는 최초의 식당은 아니지만 선택 가능한 메뉴를 제공하는 최초의 식당으로 생각된다.
서구 세계에서 대기 직원이 고객에게 고정 메뉴의 음식을 제공하는 공공 장소로서의 레스토랑 개념은 18세기 후반부터 시작된 비교적 최근의 개념이다. 현대 레스토랑 문화는 1780년대 프랑스에서 시작되었다.
1786년 6월 파리 주무관은 새로운 종류의 식당에 공식적인 지위를 부여하는 법령을 발표하여 식당이 고객을 맞이하고 겨울에는 저녁 11시까지, 여름에는 자정까지 식사를 제공할 수 있는 권한을 부여했다. 귀족 출신의 야심찬 요리사들이 더욱 정교한 식당을 열기 시작했다. 파리 최초의 고급 레스토랑인 라 그란데 타베르네 드 론드르(La Grande Taverne de Londres)는 프로방스 백작의 셰프였던 앙투안 보빌리에(Antoine Beauvilliers)가 1786년 초 팔레 루아얄(Palais-Royal)에 문을 열었다. 그 집에는 마호가니 테이블, 리넨 식탁보, 샹들리에, 잘 차려입고 훈련받은 웨이터, 긴 와인 리스트, 정교하게 준비되어 제공되는 다양한 요리 메뉴가 있었다. 메뉴에는 양배추를 곁들인 자고새, 버터 종이에 구운 송아지 고기 요리, 순무를 곁들인 오리 요리가 포함되어 있다. 이것은 최초의 실질적 레스토랑으로 간주된다. 브리야-사바랭(Brillat-Savarin)에 따르면 이 레스토랑은 "우아한 방, 똑똑한 웨이터, 엄선된 셀러, 뛰어난 요리의 네 가지 필수 요소를 결합한 최초의 레스토랑"이었다.
프랑스 혁명의 여파로 레스토랑 수가 급증했다. 귀족들의 대거 이주로 실직한 귀족 가문 출신의 요리사들이 새로운 식당을 열게 됐다. 한 레스토랑은 1791년에 오를레앙 공작의 요리사였던 메오(Méot)에 의해 시작되었으며, 이 레스토랑에서는 22가지 레드 와인과 27가지 화이트 와인이 포함된 와인 리스트를 제공했다. 세기 말에는 그랑팔레(Grand-Palais)에 고급 레스토랑 컬렉션이 생겼다.
1802년에 이 용어는 고기 국물인 부용과 같은 회복 식품을 제공하는 시설에 적용되었다. 요리 길드의 폐쇄와 산업 혁명으로 인한 사회적 변화는 유럽에서 레스토랑의 확산에 크게 기여했다.

## 참고 문헌
- Appelbaum, Robert, Dishing It Out: In Search of the Restaurant Experience. (London: Reaktion, 2011).
- Fleury, Hélène (2007), "L'Inde en miniature à Paris. Le décor des restaurants", Diasporas indiennes dans la ville. Hommes et migrations (Number 1268–1269, 2007): 168–73.
- Haley, Andrew P. Turning the Tables: Restaurants and the Rise of the American Middle Class, 1880–1920. (University of North Carolina Press; 2011) 384 pp
- Kiefer, Nicholas M. (August 2002). “Economics and the Origin of the Restaurant” (PDF). 《Cornell Hotel and Restaurant Administration Quarterly》 43 (4): 5–7. doi:10.1177/0010880402434006. S2CID 220628566.
- Lundberg, Donald E., The Hotel and Restaurant Business, Boston : Cahners Books, 1974. ISBN 0-8436-2044-7
- Sitwell, William (2020). 《The Restaurant: A 2,000-Year History of Dining Out》. New York, NY: Diversion Books. ISBN 978-1635766998.
- Whitaker, Jan (2002), Tea at the Blue Lantern Inn: A Social History of the Tea Room Craze in America. St. Martin's Press.